# José Manuel Huerta
José Manuel Huerta Maturana (Quillota, 7 de diciembre de 1882-Santiago de Chile, 13 de octubre de 1962) fue un dentista, empresario, agricultor y político chileno.

## Reseña biográfica
Hijo de José Manuel Huerta Lira y Corina Maturana Celis, se casó con Lucrecia Muñoz Artigas (hija de Bernardo Muñoz Vargas -Fundador de Victoria- y de Julia Artigas Y Vargas) y fue el padre de Miguel Huerta Muñoz, vicepresidente de la Cámara de Diputados. Se graduó como dentista en el año 1903 en la Universidad de Chile, y ejerció su profesión durante 16 años.

## Vida política
- Alcalde de Victoria: 1915-1918, 1925-1926, 1941-1943.
- Diputado por Victoria: 1933-1937, 1937-1941, 1945-1949. Vice-Presidente de la Cámara de Diputados
- Alcalde de La Estrella: 1950-1953.
- Socio del Club de Septiembre, Club de la Unión de Santiago, fundador miembro y presidente del Rotary Club (1929) y del Club Social de Victoria.

## Actividades
Molino Moderno de Victoria, Fundos San Luis de Tricauco en Victoria, y Baltimore y Niblinto en Collipulli, Feria de Ganado de Victoria. representante de Gibbs y Cía. y de RCA Víctor, socio de la firma Germani, Huerta y Cía. Ltda. Hacienda San Miguel de los Llanos en la comuna de La Estrella.